# Leptospermum neglectum
Leptospermum neglectum är en myrtenväxtart som beskrevs av Joy Thomps.. Leptospermum neglectum ingår i släktet Leptospermum och familjen myrtenväxter. Inga underarter finns listade i Catalogue of Life.

## Bildgalleri

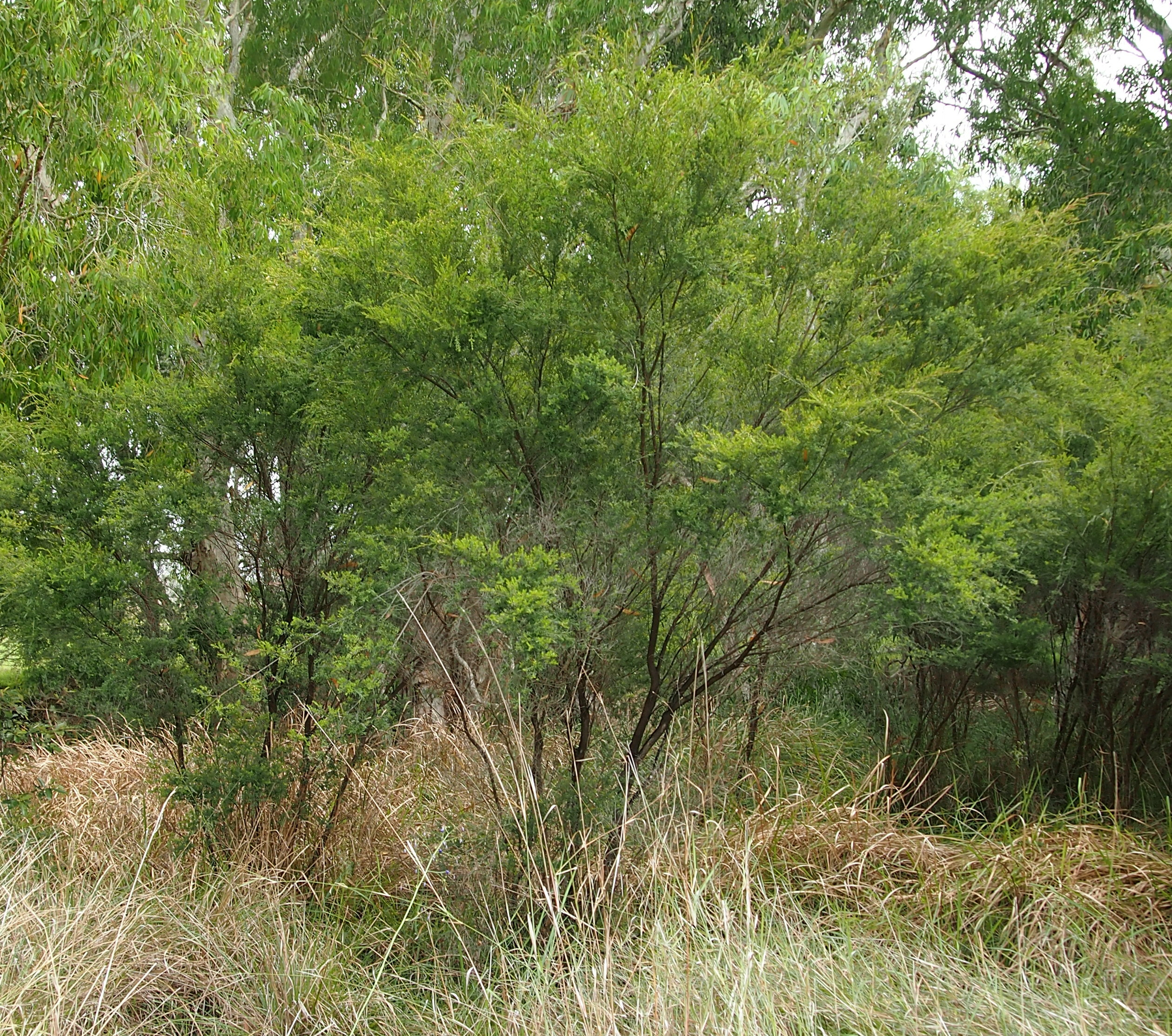
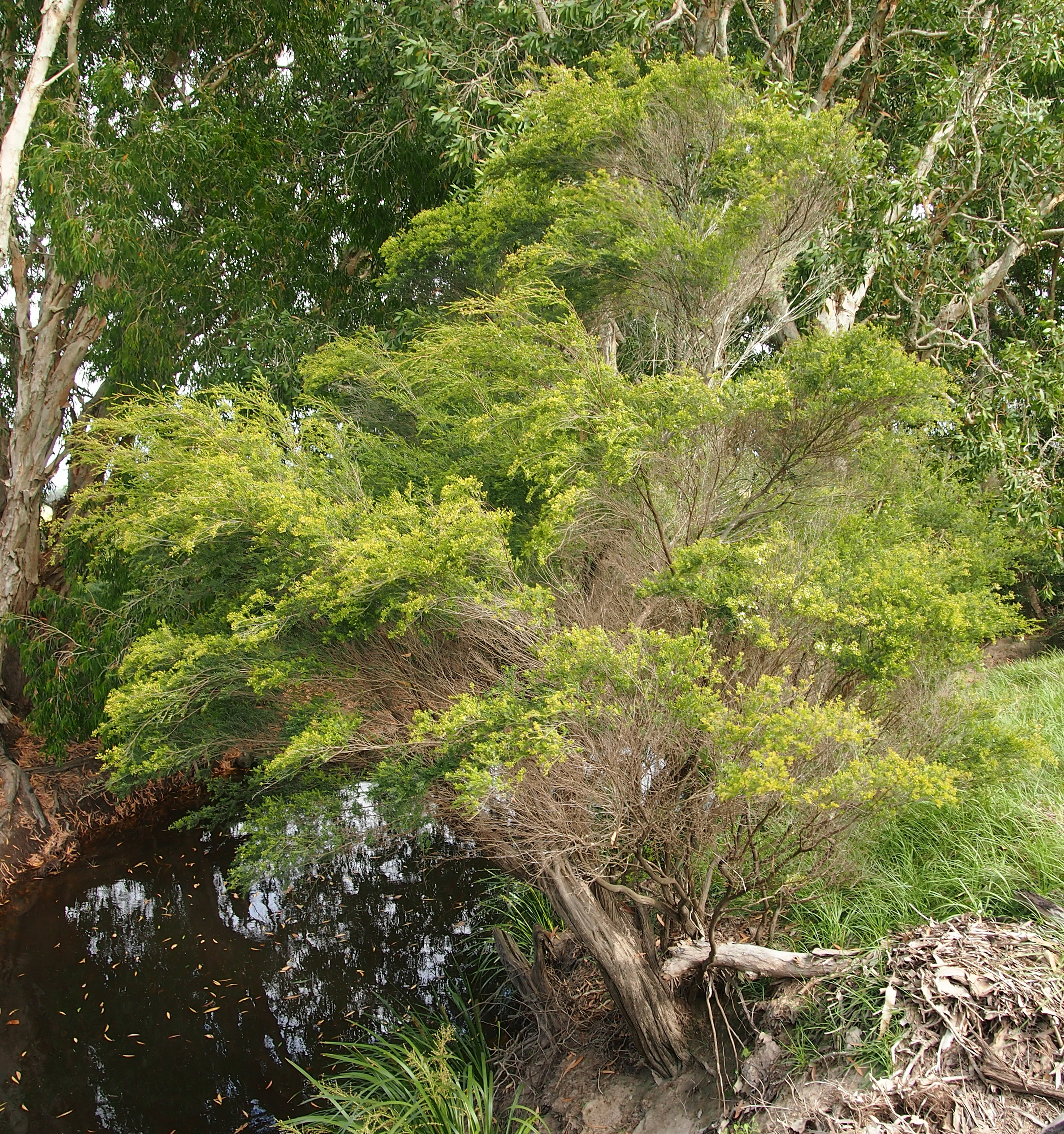